# Ubuntu Kylin
Ubuntu Kylin (en xinès 优麒麟) és la versió oficial xinesa del sistema operatiu d'ordinador Ubuntu. Està pensat per a ordinadors d'escriptori i portàtils, i ha estat descrit com una "continuació solta del sistema operatiu Kylin xinès". El 2013, Canonical Ltd. va arribar a un acord amb el Ministeri d'Indústria i Tecnologia de la Informació per crear i llançar conjuntament un sistema operatiu basat en Ubuntu amb funcions dirigides al mercat xinès.
La primera versió oficial, Ubuntu Kylin 13.04, es va publicar el 25 d'abril de 2013, el mateix dia que Ubuntu 13.04 (Raring Ringtail). Les característiques inclouen mètodes d'entrada xinesos, calendaris xinesos, un indicador meteorològic i cerca de música en línia des del Dash.

## Història
La versió 20.04 va introduir la versió 3.0 pròpia, recentment desenvolupada UKUI (Ubuntu Kylin User Interface). Antigament, UKUI era una personalització de l'escriptori MATE.
La versió 14.10 va introduir l'Ubuntu Kylin Software Center (UKSC) i una utilitat que ajuda els usuaris finals a les tasques informàtiques diàries anomenada Youker Assistant.
L'equip coopera amb Sogou per desenvolupar el mètode d'entrada Sogou per a Linux. Com que és de codi tancat, no s'inclou a la imatge oficial d'Ubuntu Kylin, però els usuaris poden descarregar-lo des del lloc web de UKSC o Sogou.
WPS Office, també de codi tancat, és la suite ofimàtica predeterminada a les edicions pro i millorades. No obstant això, LibreOffice s'utilitza principalment per defecte a la imatge oficial d'Ubuntu Kylin de vainilla del lloc web principal del servidor Ubuntu sense WPS Office instal·lat.